# Model (persoon)

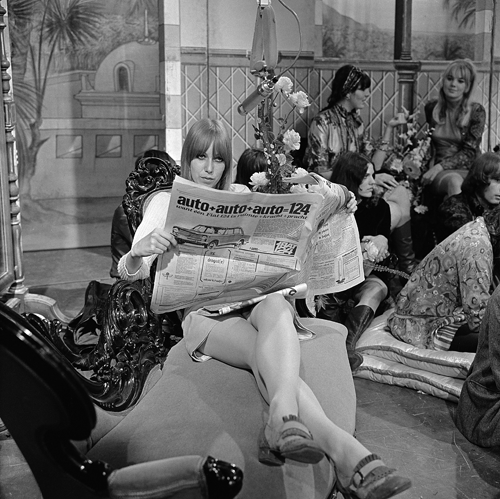
Het Nederlandse model Phil Bloom in 1967

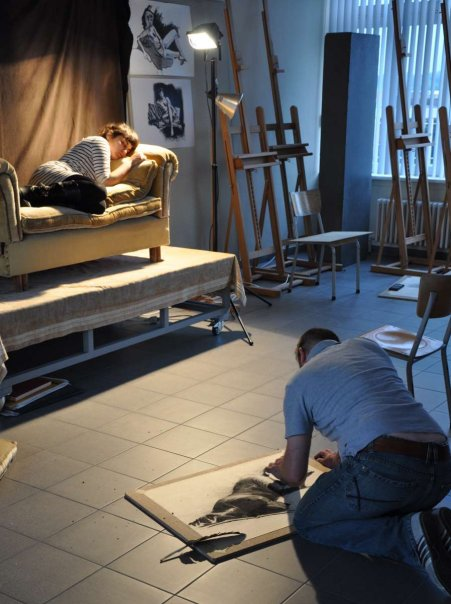
De kunstenaar en zijn model

Een model is iemand die voor een scheppend kunstenaar poseert en daar eventueel ook zijn of haar beroep van maakt. 
Deze persoon of een deel van deze persoon wordt gebruikt als uitgangspunt voor een schilderij, beeldhouwwerk, film of foto. Als doel kan onder andere genoemd worden het maken van kunst, mode, pornografie of reclame. Een zeer gebruikelijke weergave in de beeldhouwkunst van een deel van het model is de torso.
Modellenwerk wordt onderscheiden van andere vormen van publieke optredens, zoals acteren, dansen of mime, al is de grens niet altijd duidelijk te definiëren. Het komt voor dat beroemde modellen overstappen naar televisie- of filmwerk of zelf achter de camera gaan staan. 
Er zijn verschillende werkzaamheden die een model kan doen: runway modeling omvat het lopen van modeshows en wordt gedaan door mannequins die hierin gespecialiseerd zijn. Deze modellen zijn meestal zeer lang en slank. Glamour modeling omvat vaak een element van erotiek. Poseren en naaktposeren omvat poseren voor schilders, beeldhouwers en kunststudenten, maar ook voor fotografen (zie fotomodel). Ook zijn er modellen die zijn gespecialiseerd in het tonen van een specifiek deel van hun lichaam, zo zijn er 'handmodellen' voor bijvoorbeeld nagellak en handschoenen, en 'beenmodellen' voor sokken en schoenen. 
Als een model heel beroemd wordt, krijgt hij of zij de (op zijn Engels uitgesproken) titel supermodel. Een speciale rol voor modellen is weggelegd voor sommige sportevenementen. Vooral modellen bij de Formule 1 en wielersport springen hierbij in het oog.

## Etymologie van het woord mannequin
Het Franse woord mannequin komt van het Nederlandse "mannekijn" of "manneken". In de middeleeuwen, toen Vlaanderen het Europese centrum van de Europese "haute couture" was, werd het publiekelijk tonen van kleren door vrouwen onbetamelijk geacht, zodat men mannelijke pages en paspoppen met deze taak belastte.